# Hans-Erdmann von Lindeiner-Wildau
Hans-Erdmann von Lindeiner-Wildau (Gleiwitz, 17 settembre 1883 – Berlino, 24 dicembre 1947) è stato un politico tedesco.

## Biografia
Lindeiner gennant von Wildau discendeva da un'antica famiglia aristocratica della Slesia, nota già nel XII secolo; suo padre Rüdiger von Lindeiner-Wildau (1837-1918) era un ricco proprietario terriero, mentre sua madre era la contessa Denis von Westphalen zu Fürstenberg (1855-1931), figlia del conte Clemens August von Westphalen zu Fürstenberg (1805-1885).
Si laureò in diritto all'Università di Lipsia e superò con il massimo dei voti gli esami di stato per divenire procuratore distrettuale, carica che esercitò a Bad Moskau dal 1915 al 1918.
Dal 1919 al 1921 divenne capo-sezione del Partito Popolare Nazionale Tedesco di Bad Moskau e dal 1921 al 1924 fu deputato al Parlamento di Prussia, allora presieduto da Albrecht von Graefen, appoggiando Prätorius von Richtofen, Gustav von Bartenwerffer e lo stesso von Gaefen nel dibattito per il ripristinamento della Camera dei Signori di Prussia (l'equivalente della Camera dei Lords in Germania), che venne però impedita dagli esponenti dei partiti liberali e socialdemocratici; dal 1924 al 1930 fu deputato al Reichstag e divenne uno degli esponenti della corrente moderata del Partito Popolare Tedesco-Nazionale.
Nel 1929, per protesta contro il Fronte di Harzburg formato dal capo del partito Alfred Hugenberg insieme ai nazisti, von Lindeiner e altri deputati tedesco-nazionali, come Horst von Restorff, Gottfried Treviranus e Franz Schenk von Stauffenberg si staccarono dal Partito Popolare Nazionale Tedesco e passarono al Partito Popolare-Conservatore del conte Kuno von Westarp, di natura più moderata e monarchica; nel 1930 fondò una frazione all'interno dello stesso Partito Popolare-Conservatore: il Partito Cristiano-Nazionale, clerico-conservatore e monarchico, cui aderirono importanti personalità come Ernst von Dobschütz, il vescovi di August Maximilian von Lingg e Josef Kumpfmüller, l'arcivescovo di Monaco e Frisinga Michael von Faulhaber, il vescovo di Magonza Ludwig Maria Hugo, Clemens August von Galen e Friedrich von Bodelschwingh (figlio).
Dal 1930 al 1932 fu deputato al Reichstag sia per il Partito Popolare-Conservatore sia per il Partito Cristiano-Nazionale; appoggiò Gottfried Treviranus e Kuno von Westarp e la candidatura di Heinrich Brüning contro quella di Hitler a cancelliere; dal 1931 al 1934 ebbe la direzione della Zentralgenossenschaftskasse di Prussia, ritirandosi in vita privata dopo l'abolizione di questa da parte dei nazisti.
| Controllo di autorità | VIAF (EN) 62490486 · ISNI (EN) 0000 0000 1458 6664 · GND (DE) 12477069X |